# Egzamin dojrzałości (film 2004)
Egzamin dojrzałości (ang. The Perfect Score) – amerykańska komedia z 2004 roku w reżyserii Briana Robbinsa, wyprodukowany przez wytwórnię Paramount Pictures.

## Fabuła
Szóstka licealistów, którzy nie mają szans na zaliczenie egzaminu maturalnego, planuje włamanie do Princeton Testing Center, gdzie przechowywane są pytania egzaminacyjne. Bohaterowie pochodzą z różnych środowisk i kierują się różnymi motywami. Kyle (Chris Evans) gra rolę przywódcy. Wspiera go najlepszy kolega, Matty (Bryan Greenberg), który nie dostał się na uniwersytet w Maryland, gdzie studiuje jego dziewczyna. We dwóch opracowują plan zdobycia pytań. Anna (Erika Christensen), Desmond (Darius Miles), Roy i Francesca (Scarlett Johansson) dołączają do grupy. Bohaterowie przekonują się, że uczciwość może w życiu bardziej popłacać.

## Obsada
- Chris Evans jako Kyle
- Erika Christensen jako Anna Ross
- Bryan Greenberg jako Matty
- Scarlett Johansson jako Francesca Curtis
- Darius Miles jako Desmond Rhodes
- Leonardo Nam jako Roy
- Matthew Lillard jako Larry
- Fulvio Cecere jako pan Curtis
- Vanessa Angel jako Anita Donlee
- Lorena Gale jako pani Proctor
- Tyra Ferrell jako pani Rhodes

## Odbiór

### Krytyka
Film Egzamin dojrzałości spotkał się z negatywną reakcją krytyków. W serwisie Rotten Tomatoes 16% ze stu dziewięciu recenzji filmu jest pozytywne (średnia ocen wyniosła 3,73 na 10). Na portalu Metacritic średnia ocen z 28 recenzji wyniosła 35 punktów na 100.

### Nagrody i nominacje
| Rok  | Miejsce                 | Nagroda     | Kategoria                                 | Odbiorcy i nominowani | Wynik     |
| ---- | ----------------------- | ----------- | ----------------------------------------- | --------------------- | --------- |
| 2004 | Teen Choice Awards 2004 | Teen Choice | Filmowy przełomowy żeński występ aktorski | Scarlett Johansson    | nominacja |